# Tomdries
Tomdries is een natuurgebied in de Belgische gemeente Asse. Het gebied wordt beheerd door Natuurpunt en is gelegen in het deelbekken van de Bellebeek. Het bestaat uit een vochtig bosje waarin onder andere goudveil voorkomt. Aan de randen van het gebied zijn nog restanten terug te vinden van een vroegere moerasspirearuigte.